# کروگسدورف
کروگسدورف (به آلمانی: Krugsdorf) یک شهر در آلمان است که در فرپومرن-گرایفسوالد واقع شده‌است. کروگسدورف ۴۰۹ نفر جمعیت دارد.